# Walraven II van Brederode
Walraven II van Brederode (8 januari 1462 - 14 januari 1531) was heer van Brederode, Vianen, Ameide, drossaard van Hagestein en burggraaf van Utrecht.

## Levensloop
Hij was een zoon van Reinoud II van Brederode en Yolande van Lalaing. Op 3-jarige leeftijd benoemde zijn vader hem tot drossaard van Hagestein. Walraven II zou net als zijn vader Reinoud II en oom Gijsbrecht in 1470 op 8-jarige leeftijd gevangen zijn genomen door bisschop David van Bourgondië, zijn oudere halfbroer Walraven wist echter te ontsnappen en vluchtte naar Kasteel Batenstein. Op 16 oktober 1473 volgde hij zijn vader op als 10e heer van Brederode, maar echter in 1480 volledig zonder de voogdij van zijn moeder. Bij de huldiging werd hij dwarsgezeten door zijn halfbroers, die bastaards waren, maar Walraven werd als rechtsgeldige opvolger gezien. Tijdens de Stichtse Oorlog (1481-83) werd zijn vrijestad Vianen ingenomen door de veldheer Vincentius van Zwanenborg in 1482. Walraven kreeg zijn bezit gedurende het jaar weer terug, maar koesterde een enorme wrok tegen deze indringer.
In 1486 werd hij tot ridder geslagen door Maximiliaan van Oostenrijk en nam zitting in diens raad. Na het overlijden van Maria van Bourgondië, Maximiliaans vrouw werd er binnen het Hoekse bewind een manier gezocht om deze factie nieuw leven in te blazen. Walraven leek de aangewezen persoon maar omdat deze in de gunst en aan het hof van de keizer verbleef, werd zijn jongere broer Frans van Brederode tot het hoofd van de nieuwe Hoekse beweging gekozen. Dit zou de Jonker Fransenoorlog inluiden. De belangrijkste reden waarom Walraven II niet verkozen was, zou zijn omdat hij zich niet verzoend had met Jan III van Montfoort. Walraven bleef politiek gezien buiten schot.
Walraven huwde in 1492 met de adellijke Margretha van Kloetinge van Borselen, die echter eerst verloofd was met Maarten van Polheim, die behoorde tot de Orde van het Gulden Vlies. Walraven zou zo verliefd zijn geweest dat hij de verloving afkocht met 1968 florijnse guldens en 16 stuivers, waarna hij met haar kon trouwen. Zij overleed in 1507 waarna hij nog met Anna van Nieuwenaar huwde (11 mei 1508). Rond 1500 had Walraven een relatie met Jacobje Bertoutsdochter.
Kinderen met Margretha van Kloetinge van Borselen:
- Reinoud (Reinoud III) van Brederode 1492-1556
- Wolfert van Brederode 1494-1548: zijn zoon Reinoud erfde Brederode nadat Hendrik de 12e heer van Brederode overleed in 1568.
- Françoise van Brederode (1496-1553) gehuwd met Hendrik de Merode
- Charlotte van Brederode (1498-1529) huwde Jan III van Montfoort (1448-1522) - moeder van Joost van Montfoort.
- Joost van Brederode (1505-1551) huwde Maria Dever van Mijnden.

Kind met Jacobje Bertoutsdochter:
- Reinoud Bastaard van Brederode van Rijnestein 1500-1549, drost en schout van Vianen, beleend met Rijnestein bij Jutphaas, huwde Anna van Lennep

Kinderen met Anna van Nieuwenaar:
- Yolande van Brederode 1509-1517
- Frans van Brederode 1510-1529, heer van Zwammerdam, verdronk in een beek bij Eindhoven
- Maria van Brederode 1512-????, had als echtgenoot Govert van Millendonk
- Margaretha van Brederode 1514-1577, vorstin-abdis van Thorn
- Balthazar van Brederode 1516-1576, heer van Bergen, houtvester van Holland, huwde Catharina van Bronckhorst-Batenburg
- Walburga van Brederode 1518-1567, gravin van Bentheim en Steinfurt, huwde Arnold II van Bentheim-Steinfurt
- Magdalena van Brederode ????-1546, huwde Willem van Wyil
- Yolande van Brederode 1525-1553, trouwde met Jacob van Bourgondië, op geloofsgronden weken ze uit naar Zwitserland, waar ze onder de familienaam De Fallais jarenlang in contact stonden met Calvijn.

## Voorouders
| Voorouders van Reinoud II van Brederode | Voorouders van Reinoud II van Brederode                                          | Voorouders van Reinoud II van Brederode                                          | Voorouders van Reinoud II van Brederode                                | Voorouders van Reinoud II van Brederode                                | Voorouders van Reinoud II van Brederode                                | Voorouders van Reinoud II van Brederode                                | Voorouders van Reinoud II van Brederode                                | Voorouders van Reinoud II van Brederode                                |
| --------------------------------------- | -------------------------------------------------------------------------------- | -------------------------------------------------------------------------------- | ---------------------------------------------------------------------- | ---------------------------------------------------------------------- | ---------------------------------------------------------------------- | ---------------------------------------------------------------------- | ---------------------------------------------------------------------- | ---------------------------------------------------------------------- |
| Overgrootouders                         | Reinoud I van Brederode (1336-1390) ∞ Jolanda van Gennep van der Eem (1353-1423) | Reinoud I van Brederode (1336-1390) ∞ Jolanda van Gennep van der Eem (1353-1423) | Hendrik II van Vianen (1355-1417) ∞ Heilwich van Ameide (1360-1405)    | Hendrik II van Vianen (1355-1417) ∞ Heilwich van Ameide (1360-1405)    | Otto van Lalaing (1365-1441) ∞ Yolanda van Barbençon (1370-1434)       | Otto van Lalaing (1365-1441) ∞ Yolanda van Barbençon (1370-1434)       | ? (-) ∞ ? (-)                                                          | ? (-) ∞ ? (-)                                                          |
| Grootouders                             | Walraven I van Brederode (1370-1417) ∞ Johanna van Vianen (1390-1418)            | Walraven I van Brederode (1370-1417) ∞ Johanna van Vianen (1390-1418)            | Walraven I van Brederode (1370-1417) ∞ Johanna van Vianen (1390-1418)  | Walraven I van Brederode (1370-1417) ∞ Johanna van Vianen (1390-1418)  | Willem van Lalaing (1395-1475) ∞ Johanna van Créquy (–)                | Willem van Lalaing (1395-1475) ∞ Johanna van Créquy (–)                | Willem van Lalaing (1395-1475) ∞ Johanna van Créquy (–)                | Willem van Lalaing (1395-1475) ∞ Johanna van Créquy (–)                |
| Ouders                                  | Reinoud II van Brederode (1415–1473) ∞ Yolanda van Lalaing (1422–1497)           | Reinoud II van Brederode (1415–1473) ∞ Yolanda van Lalaing (1422–1497)           | Reinoud II van Brederode (1415–1473) ∞ Yolanda van Lalaing (1422–1497) | Reinoud II van Brederode (1415–1473) ∞ Yolanda van Lalaing (1422–1497) | Reinoud II van Brederode (1415–1473) ∞ Yolanda van Lalaing (1422–1497) | Reinoud II van Brederode (1415–1473) ∞ Yolanda van Lalaing (1422–1497) | Reinoud II van Brederode (1415–1473) ∞ Yolanda van Lalaing (1422–1497) | Reinoud II van Brederode (1415–1473) ∞ Yolanda van Lalaing (1422–1497) |